# Necșești (okręg Alba)
Necșești – wieś w Rumunii, w okręgu Alba, w gminie Vadu Moților. W 2011 roku liczyła 173 mieszkańców.